# Чарсадда (округ)
Чарсадда (урду ضلع چارسدہ‎, англ. Charsadda District) — один из 25 округов пакистанской провинции Хайбер-Пахтунхва.

## Административно-территориальное устройство
В округе Чарсадда — 2 техсила и 49 союзных советов.

## Население
Согласно переписи населения 1998 года, в округе Чарсадда проживает 1 022 364 человек. Из них 192 851 человек (или 18.86 %) проживают в городах, а 829 513 человек (или 81.14 %) постоянно живут в сельской местности. В 1981 году в округе проживало 630 811 человек.